# Король Лир (фильм, 2018)
«Король Лир» (англ. King Lear) — телевизионная экранизация одноимённой пьесы Уильяма Шекспира, снятая по заказу телеканала BBC телевизионной компанией Playground Television UK Ltd. Премьера состоялась 28 мая 2018 года на телеканале BBC 2.

## Сюжет
Действие пьесы перенесено в наши дни, в «параллельную» гипотетическую Англию, где король Лир, военный диктатор, решает удалиться на покой и разделить государство между тремя своими дочерьми. Король хочет узнать, насколько сильно его дочери любят его, чтобы понять, кому какую часть королевства препоручить. Однако младшая дочь отказывается льстить отцу, после чего он выдает ее замуж за короля Франции без приданого и переезжает вместе со всеми своими сопровождающими в дом старшей дочери. После получения наследства Гонерилья и Регана отказываются принимать отца в своих домах, король оказывается на улице.
Один из приближенных короля, герцог Глостер, слышит от младшего, незаконорожденного, сына Эдмунда, что старший сын Эдгар планирует убить его и получить его титул и деньги. Он не знает, что это часть хитрого плана Эдмунда по захвату власти. Эдгар вынужден бежать из родного дома и притворяться сумасшедшим.
Корделия, младшая дочь короля, узнает о бедственном положении отца и с помощью войск супруга пытается восстановить его в правах на собственный трон. Гонерилью и Регану поддерживает Эдмунд, обретший обманным путем владения своего отца. Противостояние трёх сестер выливается в масштабные боевые действия.

## Актёрский состав
- Энтони Хопкинс — Лир, король Англии[5]
- Эмма Томпсон — Гонерилья, старшая дочь короля[5]
- Эмили Уотсон — Регана, средняя дочь короля[5]
- Флоренс Пью — Корделия, младшая дочь короля[5]
- Энтони Калф — герцог Олбани, супруг Гонерильи[5]
- Тобайас Мензис — герцог Корнуэл, супруг Реганы[5]
- Джим Картер — граф Кент[5]
- Джим Бродбент — граф Глостер[5]
- Эндрю Скотт — Эдгар, сын Глостера[5]
- Джон Макмиллан — Эдмунд, незаконнорожденный сын Глостера[5]
- Карл Джонсон — шут[5]
- Кристофер Экклстон — Освальд, дворецкий Гонерильи[5]
- Чак Ивуджи — король Франции, супруг Корделии

## Производство
Съёмки проходили в оригинальных исторических памятниках и поместьях Великобритании. Местом обитания короля Лира стал Лондонский Тауэр. Поместье графа Глостера, где происходит значительная часть действия, снимали в поместье Хэтфилд-хаус в Хертфордшире. Роль военной базы Лира сыграл Дуврский замок, крепость на берегу Ла-Манша.
Во время съемок на одной из улиц в городе Стивенидж (Хертфордшир) к Энтони Хопкинсу, полностью вжившемуся в роль изгнанного, теряющего рассудок короля, который толкал по улицам тележку из супермаркета, подошла женщина, не узнавшая актёра, и указала ему дорогу до ближайшего хостела.